# Halfway to Sanity
Halfway to Sanity es el décimo álbum de la banda The Ramones. Fue lanzado al mercado el 15 de septiembre de 1987. Es el último álbum con la participación del baterista Richie Ramone (dos canciones del disco fueron escritas por él: "I Know Better Now" y "I'm Not Jesus"). El álbum no tuvo el éxito esperado, así como no estuvo bien visto por la crítica. No obstante, "Halfway to Sanity" nos deja grandes temas como "I Wanna Live", "Bye Bye Baby" o sobre todo "Garden of Serenity", compuesto por Dee Dee Ramone y Daniel Rey.
Debbie Harry de Blondie aporto los coros en "Go Lil' Camaro Go", y Dee Dee Ramone canta como vocalista líder en "I Lost My Mind".
"A Real Cool Time" probablemente sea un tributo a la banda Cheap Trick y a su canción  "So Good to See You" del álbum "In Color" de 1977. Joey y los Cheap Trick se admiraban mutuamente y estos últimos tocaron en el show de la fiesta de cumpleaños póstuma de Joey en 2001.
El tema "I Wanna Live" aparece como la banda de sonido del videojuego Tony Hawk's Project 8 de 2006.

## Lista de canciones
| Side one |                      |                               |          |  |
| N.º      | Título               | Escritor(es)                  | Duración |  |
| 1.       | «I Wanna Live»       | Dee Dee Ramone, Daniel Rey    | 2:36     |  |
| 2.       | «Bop 'Til You Drop»  | Dee Dee Ramone, Johnny Ramone | 2:09     |  |
| 3.       | «Garden of Serenity» | Dee Dee Ramone, Daniel Rey    | 2:35     |  |
| 4.       | «Weasel Face»        | Dee Dee Ramone, Johnny Ramone | 1:49     |  |
| 5.       | «Go Lil' Camaro Go»  | Joey Ramone                   | 2:00     |  |
| 6.       | «I Know Better Now»  | Richie Ramone                 | 2:37     |  |
| 7.       | «Death of Me»        | Joey Ramone                   | 2:39     |  |
| 8.       | «I Lost My Mind»     | Dee Dee Ramone, Johnny Ramone | 1:33     |  |
| 9.       | «A Real Cool Time»   | Joey Ramone                   | 2:38     |  |
| 10.      | «I'm Not Jesus»      | Richie Ramone                 | 2:52     |  |
| 11.      | «Bye Bye Baby»       | Joey Ramone                   | 4:33     |  |
| 12.      | «Worm Man»           | Dee Dee Ramone                | 1:52     |  |

## Personal
- Joey Ramone - Voz
- Johnny Ramone - Guitarra
- Dee Dee Ramone - Bajo
- Richie Ramone - Batería

### Músicos adicionales
- Debbie Harry – coros en "Go Lil' Camaro Go"
- Walter Lure - guitarra extra (en algunos tracks)

### Personal adicional
- Jorge Esteban- Ingeniero
- Howard Shillingford- Asistente
- DJ Walker- Asistente
- Joe Blaney- Mezcla

## Gira y salida de Richie Ramone
Para la promoción del nuevo disco, la banda ofreció múltiples conciertos en Sudamérica durante febrero de 1987 donde tocaron algunas de las canciones que eventualmente formarían parte del disco, entre ellas Garden Of Serenity, I Wanna Live, Weasel Face, Bop 'Til You Drop, etcétera. Durante la primavera y el verano salieron de gira por todo Estados Unidos. No obstante cuando tenían un show programado para el 12 de agosto en East Hampton, Nueva York, Richie dejó la banda debido a desacuerdos financieros que tenía con Johnny con respecto a la venta de camisetas. Richie había reclamado un porcentaje por el uso de su nombre e imagen y el merchandising de la venta de las camisetas de Ramones; posteriormente Richie alcararía que tanto Joey como Dee Dee estaban de acuerdos en su reclamo salarial; no obstante Johnny rechazaría su petición. Richie sentía que no formaba parte del grupo al ser tratado de dicha manera y al no ser un miembro fundador para hacer sus reclamos salariales y que ya se sentía muy agobiado para tocar en la próxima gira de Ramones. Joey declararía más tarde que se sentía decepcionado con la decisión que Richie tomó abandonando el grupo, que lo consideraba como un amigo y que era mucho más que un simple baterista en Ramones.  Richie cuenta que ya tenía la sospecha de que Johnny lo despediría independientemente de si tocara en lo que restaba de la nueva gira o no y que eso fue lo que lo convenció de no presentarse a ninguno de los otros shows restantes que finalmente fueron cancelados debido a su ausencia.
Johnny comenzó la búsqueda de un nuevo baterista para reemplazar a Richie para lo que restaba de la gira y consiguieron fichar a Clem Burke de Blondie quien tomaría el alias de Elvis Ramone. Clem tocaría en solo dos shows el 28 de agosto en Providence, Rhode Island y el 29 de agosto en Trenton, Nueva Jersey. Johnny declararía que fue un desastre tocando y que Burke no encajaba con la forma de tocar de Ramones. Burke fue criticado por tocar mal los fills de Durango 95 y por tocar mal la intro de Do You Remember Rock 'N' Roll Radio? lo cual forzaron a Dee Dee y Johnny a improvisar en el escenario. Además se cuenta que tampoco era capaz de mantener la velocidad constante que caracterizaba a la banda en vivo, haciendo que Freak Of Nature y Gimme Gimme Shock Treatment sean tocadas incluso más lento de lo rápido que venían siendo tocandas durante ese año.
Debido a esto se le pidió al anterior baterista Marky Ramone (que ya había tocado antes con ellos y era el reemplazo del baterista original Tommy Ramone) que regresara a la banda. Marky había sido despedido en noviembre de 1982 durante la grabación del disco Subterranean Jungle debido a su adicción al alcoholismo. Una vez sobrio, Marky tocó en la banda de heavy metal del músico King Flux, así como también en su banda M-80. Las respuestas de Richie a un posible retorno de Marky a la banda fueron de "eso nunca pasará" pero terminó pasando. Marky tuvo un ensayo con Johnny donde tocaron un par de canciones de Ramones y Johnny dijo: "¡Marc, es como si nunca te hubieras ido!"
Luego de una semana de la salida de Burke de la banda, Marky ya estaba de regreso en Ramones. El primer show de Marky con Ramones fue el 4 de septiembre de 1987 en Oyster Bay, Long Island.
Al año siguiente en 1988, Ramones saldría de gira por todas partes del mundo para promocionar el disco incluyendo Japón, Alemania, Finlandia, Gran Bretaña, etcétera.

## Posicionamiento
| Listas (1987)    | Posición |
| ---------------- | -------- |
| US Billboard 200 | 172      |